# ژیان‌مرغ سبیلچه‌ای عینکی
ژیان‌مرغ سبیلچه‌ای عینکی (نام علمی: Pogonotriccus orbitalis) گونه‌ای از پرندگان گنجشک‌سان از تیرهٔ ژیان‌مرغان است که در بولیوی، کلمبیا، اکوادور و پرو یافت می‌شود.